# Die Linke Hessen
Die Linke Hessen (Eigenschreibung: DIE LINKE.Hessen) ist der Landesverband der deutschen Partei Die Linke im Bundesland Hessen. Zwischen 2008 und 2024 war sie ununterbrochen im Landtag vertreten.

## Geschichte

### PDS
1990 bildete sich der hessische Landesverband der Partei des Demokratischen Sozialismus (PDS). Die PDS hatte keinerlei landespolitische Bedeutung. Sie trat nie zu Landtagswahlen an und konnte nur geringe Mitgliederzahlen (in der Spitze 470 Mitglieder) aufweisen. Auch die Wahlergebnisse bei Bundestags- und Europawahlen waren gering. Auf lokaler Ebene gelangen Wahlerfolge in den ehemaligen Hochburgen der KPD bzw. DKP Hessen. Dies war vor allem die Studentenstadt Marburg, aber auch Mörfelden und Dietzenbach, wo die PDS den Einzug in die Kommunalparlamente schaffte.
Die Partei war durch den Konflikt zwischen trotzkistischen und aus der DKP stammenden Altlinken geprägt, was zu einer Selbstblockade führte.

### WASG
Ab 2004 bildete sich auch in Hessen die WASG. Treibende Kraft in Hessen war der hessische DGB-Vorsitzende Dieter Hooge, der Bevollmächtigte der IG Metall Offenbach Werner Dreibus und der Bevollmächtigte der IG Metall Kempten Peter Vetter.
Im November 2004 konnte der hessische Landesverband auf der ersten Bundesdelegiertenversammlung der Partei 14 Kreisverbände und 400 Mitglieder nennen.
Bei den Kommunalwahlen in Hessen 2006 traten WASG und PDS lokal überwiegend auf gemeinsamen Listen an und erhielten eine Reihe von Mandaten (für die einzelnen Mandate siehe Detailergebnisse der Kommunalwahlen in Hessen 2006).

### Zusammenschluss zu Die Linke
Im Gegensatz zu anderen Landesverbänden waren die Konflikte bezüglich des Zusammenschlusses beider Parteien in Hessen gering. Die weitaus überwiegende Zahl der Mitglieder befürwortete den Zusammenschluss. Während in allen anderen Bundesländern ein kleines Führungsgremium zur Vorbereitung der Fusion geschaffen wurde, tagten in Hessen einfach beide Landesvorstände gleichzeitig als Übergangsvorstand. Der erste Landesparteitag der gemeinsamen Partei fand am 24. August 2007 in Frankfurt statt.

### Landtagswahl 2008 und 2009
Die Aufstellung der Kandidatenliste der Partei Die Linke zur Landtagswahl in Hessen 2008 wurde zum bundesweit beachteten Politikum. Dem Vorschlag, Dieter Hooge zum Spitzenkandidaten zu wählen, folgte der Parteitag nicht. Stattdessen wurde ein alternativer Listenvorschlag angenommen, an dessen Spitze der ehemalige DKP-Mann Pit Metz stand. Dieser, der sich dazu bekannte, Kommunist zu sein und sich relativierend zum Schießbefehl an der innerdeutschen Grenze geäußert hatte, wurde in der Öffentlichkeit als Beleg für den Wunsch der Linken nach Totalopposition und gegen die auf Beteiligung angelegte Politik des Bundesvorstandes gewertet. Nachdem sich der Bundesvorstand eingeschaltet hatte, verzichtete Pit Metz auf die Spitzenkandidatur. Kompromisskandidat wurde der parteilose Willi van Ooyen, der ab 1984 hauptamtlich einer von drei Bundesgeschäftsführern der Deutschen Friedensunion gewesen war. Van Ooyen geriet allerdings ebenfalls in die öffentliche Kritik, da die Deutsche Friedensunion zum Großteil aus der DDR finanziert wurde und als DKP-Vorfeldorganisation galt.
Bereits nach der ersten Landtagswahl fand sich die Partei Die Linke als Zünglein an der Waage wieder. Bei der Landtagswahl in Hessen 2008 schaffte die Partei mit 5,1 % der Stimmen und 6 Sitzen den erstmaligen Einzug in den Landtag. Damit gab es im Landtag weder eine Mehrheit für die bisherige Schwarz-Gelbe Koalition noch für eine Rot-Grüne Koalition.
Die Spitzenkandidatin der SPD, Andrea Ypsilanti, die vor der Wahl eine Zusammenarbeit mit der Partei Die Linke unmissverständlich ausgeschlossen hatte, wechselte nach der Wahl ihre Position völlig und strebte eine rot-grüne Minderheitsregierung unter Tolerierung durch Die Linke an. Die Linksfraktion im hessischen Landtag hatte deutlich signalisiert, diese Minderheitsregierung unterstützen zu wollen. Dieser Versuch scheiterte zweimal, die CDU-geführte Regierung blieb geschäftsführend im Amt, bis diese „hessischen Verhältnisse“ mit der vorgezogenen Landtagswahl in Hessen 2009 beendet wurden.
Bei der vorgezogenen Landtagswahl 2009 konnte Die Linke ihren Stimmenanteil sogar leicht auf 5,4 % steigern und stellte weiterhin 6 Abgeordnete. Da CDU und FDP nun jedoch wieder eine Mehrheit im Landtag hatten, verblieb die Linke in der Opposition.

### Landtagswahl 2013
Bei der Landtagswahl in Hessen 2013 wiederholte sich die Ausgangsposition der Landtagswahl 2008. Erneut reichte es weder für Schwarz-Gelb noch für Rot-Grün und die Frage einer rot-rot-grünen Koalition rückte erneut in den Bereich des (mindestens rechnerisch) Möglichen. Jedoch wurde anschließend eine schwarz-grüne Koalition gebildet.

### Landtagswahl 2018
Bei der Landtagswahl in Hessen 2018 erreichte die Linke 6,3 % der Stimmen und konnte mit neun Abgeordneten in den Landtag einziehen. Nach der Wahl kam es zu einer Neuauflage der schwarz-grünen Koalition. Eine grün-rot-rote Koalition war rechnerisch nicht möglich.

### Vorwürfe sexueller Übergriffe
Im Frühjahr 2022 wurde über Vorwürfe von Machtmissbrauch und sexuellen Übergriffen innerhalb des hessischen Landesverbands in den Medien berichtet. Der Ex-Lebensgefährte von Janine Wissler, auch Landesvorstandsmitglied und Mitarbeiter der Fraktion im hessischen Landtag, soll demnach um 2018 eine Affäre mit einem damals noch minderjährigen weiblichen Parteimitglied begonnen haben. Nach dem Ende der Affäre sei die Frau von ihm weiter bedrängt worden. Die junge Frau gibt an, sich 2018 an Wissler gewandt zu haben, die habe sie aber nicht ernst genommen. Daneben gab es noch weitere Vorwürfe gegen andere Männer aus der Parteispitze. Die Beschuldigten, wie auch Janine Wissler, streiten die Vorwürfe ab. Die stellvertretende Landesvorsitzende, Marjana Schott trat in diesem Zusammenhang am 21. April 2022 zurück und aus der Partei aus.

### Landtagswahl 2023
Bei der Landtagswahl in Hessen 2023 erreichte die Linke nur noch 3,1 % und ist daher seit Januar 2024 nicht mehr im Hessischen Landtag vertreten.
Im Vorfeld der Bundestagswahl 2025 meldete die Partei einen neuen Mitgliederrekord von 5.400.

## Landesvorsitzende

### PDS
- Ulrich Wilken (2003–2007)

### Die Linke
| Landesvorsitzende/r            | Jahr      |
| ------------------------------ | --------- |
| Ulrich Wilken                  | 2007–2014 |
| Ulrike Eifler                  | 2007–2009 |
| Heidemarie Scheuch-Paschkewitz | 2009–2018 |
| Jan Schalauske                 | 2014–2022 |
| Petra Heimer                   | 2018–2022 |
| Christiane Böhm                | 2022–2024 |
| Jakob Migenda                  | seit 2022 |
| Desiree Becker                 | seit 2024 |

| Landesvorstand |
| --- |
| Vorsitzende Desiree Becker, Jakob Migenda |
| Stellvertretende Vorsitzende Axel Gerntke, Silvia Hable |
| weitere Mitglieder im geschäftsführenden Landesvorstand Magdalena Depta-Wollenhaupt, Martina van Holst, Matthias Riedl                                                          |
| Landesschatzmeister Jochen Dohn |
| Beisitzer Violetta Bock, Christiane Böhm, Lisa Faulmann, Sabine Leidig, Nia Marquardt, Lena Schmidt, Caelum Schüler, Jürgen Bachmann, Jan Kersting, Urs Köllhofer, Finn Köllner |

## Fraktionsvorsitzende
| Fraktionsvorsitzende/r                                                                           | Jahr      |
| ------------------------------------------------------------------------------------------------ | --------- |
| Willi van Ooyen                                                                                  | 2008–2017 |
| Janine Wissler                                                                                   | 2009–2021 |
| Elisabeth Kula                                                                                   | 2021–2024 |
| Jan Schalauske                                                                                   | 2021–2024 |
| Seit der 21. Wahlperiode des Hessischen Landtages ist Die Linke nicht mehr im Landtag vertreten. |           |